# Leo Belgicus
Leo Belgicus, latin for den belgiske løve eller den hollandske løve (se nedenfor), er et kort over Nederlandene (Holland og Belgien), tegnet med form som en løve.
Den tidligste Leo Belgicus blev tegnet af den østrigske kartograf Michael Aitzinger i 1583, mens Nederlandene udkæmpede Firsårskrigen for uafhængighed. Motivet var inspireret af den heraldiske løve, som indgår i flere hollandske provinsvåbener og i Vilhelm den tavses våben.
Leo Belgicus kom i tre forskellige grundudgaver. Den almindeligste havde løvens hoved i det nordøstlige hjørne og halen i det sydvestlige. Bedst kendt er nok Claes Janszoon Visschers kort, som blev udgivet i 1609 i anledning af våbenhvilen i krigen (en våbenhvile, der kom til at vare 12 år). En mindre udbredt version havde løven placeret modsat, som det ses i Jodocus Hondius' Leo Belgicus.
Den tredje udgave udkom i slutningen af krigen og efter den westfalske fred (1648), der bekræftede Republikken Nederlandenes selvstændighed. Denne løve kendes også som Leo Hollandicus, den hollandske løve, og viser alene provinsen Holland. En tidlig udgave af denne løve blev udgivet af Visscher omkring 1625.

## Om navnet "Leo Belgicus"
I dag benyttes navnet "Belgica" stort set udelukkende om landet Belgien, men før opdelingen af Nederlandene i en nordlig og en sydlig del i det 16. århundrede var det den almindelige latinske oversættelse af "Nederlandene" og blev brugt om hele området. Flere kort over Republikken Nederlandene har således den latinske titel Belgium Foederatum, selv om de ikke har noget med det nuværende Belgien at gøre.